# Vlag van Boerjatië
De vlag van Boerjatië heeft drie horizontale baan: blauw over wit over geel in de verhouding 2:1:1. In de bovenste baan, op 1/4 van de hijs, staat een gele sojombo, het traditionele symbool van Boerjatië. In de bovenste baan, op 1/4 van de afstand van de hijs, staat een gele sojombo, het traditionele symbool van Boerjatië. Deze symbolen komen ook voor in de vlag van Mongolië, maar bestaat uit slechts drie elementen: een vlam met drie tanden, de zon en een maan. Tevens vertoont de vlag van Boerjatië een grote gelijkenis met de vlag van Aga-Boerjatië (Aga-Boerjatië is een autonoom district binnen de Oblast Tsjita). De vlam staat voor warmte, leven, licht, heropleving, welzijn en de haard. Het is ook een symbool van reinheid en de bewaker van het huis. Bovendien symboliseren de drie tongen van de vlam het verleden, het heden en de toekomst; samen vertegenwoordigen ze de begrippen continuïteit en opvolging. Onder de vlam staat de zon, die de bron van leven, vitaliteit, rijkdom en overvloed symboliseert. In de cultuur van de regio, zoals in een groot deel van Azië, wordt de maan vereerd als de "meester van de nacht" en vormt de basis van de lokale kalender. Blauw is de nationale kleur van Boerjatië en staat voor de historische wortels en culturele banden van het volk. Het staat ook voor onschendbaarheid en loyaliteit. Wit symboliseert een verheven moreel begin, geluk, rust, welzijn, vrede, eenheid en integriteit. Gecombineerd staan deze twee kleuren voor de status van Boerjatië als onderdeel van de Russische Federatie. Geel symboliseert een spiritueel begin en is de traditionele kleur van het lamaïsme en boeddhisme. Het vertegenwoordigt ook barmhartigheid, harmonie van een persoon en de natuur, en spirituele perfectie. De vlag werd aangenomen op 29 oktober 1992.